# Curt Löwgren
Curt Löwgren (ur. 20 grudnia 1908, zm. 15 marca 1967) – szwedzki aktor. Zagrał w ponad 40 filmach w latach 1943–1966.

## Wybrana filmografia
- Wieczór kuglarzy